# Fagkonsulent
En fagkonsulent er en vejleder og sparringspartner, der er ansat til at bistå myndigheder og undervisere i undervisningsfaglige spørgsmål inden for de enkelte undervisningsfag eller pædagogiske områder i en skoleform.
Undervisningsministeriet havde fagkonsulenter, der ved siden af deres arbejde som lærere havde en dag om ugen til konsulentarbejdet, der omfattede vejledning i faglige spørgsmål inden for et bestemt fag eller pædagogisk område. Der var fagkonsulenter i folkeskolen, gymnasiet og på seminarierne. I folkeskoleregi har man kunnet spare penge ved at overgå fra fagkonsulenter til læringskonsulenter, der hver især skulle dække flere fagområder.
Kommunale aftenskoler og andre skoleformer har også haft fagkonsulenter ansat til at varetage det faglige tilsyn med undervisningen samt vejlede lærerne. 
En overordnet embedsmand i undervisningsministeriet var en undervisningsinspektør, der var overordnet fagkonsulenterne, og som førte tilsyn med undervisningen i grundskoler og ungdoms- og voksenuddannelser. 